# Herbert Heidel
Herbert Heidel (* 11. Oktober 1932 in Sörgenloch) ist ein deutscher Kommunalpolitiker (CDU).

## Leben
Nach dem Besuch der Volksschule absolvierte der Sohn eines Schmiedemeisters eine Ausbildung im Kraftfahrzeug-Handwerk und eine Lehre als Kaufmann, die er um eine Ausbildung im Betriebsmanagement ergänzte. Heidel ist Vater dreier Söhne, darunter der Fußballfunktionär Christian Heidel.
Nach seinem Eintritt in die Christlich Demokratische Union fand seine politische Laufbahn 1968 einen ersten Höhepunkt, als er zum Schatzmeister des CDU-Kreisvorstands gewählt wurde, eine Funktion, die er über viele Jahre ausübte. In der Zeit von 1969 bis 1995 war er Bürgermeister der Stadt Mainz und als hauptamtlicher Dezernent für die Bereiche Planung, Bauen und Sport zuständig. In Heidels Zeit als Baudezernent entstanden die Südumgehung und der Mombacher Erdal-Kreisel. Das Gewerbegebiet Kisselberg in Mainz-Gonsenheim wurde erschlossen und das Hechtsheimer Gewerbegebiet erweitert. 1993 wurde das Bruchwegstadion nach DFB-Auflagen ertüchtigt. Neben Schulsanierungen wurden neue Sportanlagen in Mainz-Ebersheim und Hechtsheim errichtet. Die Grundsteinlegung für den Neubau des „Kleinen Hauses“ des Staatstheaters Mainz mit rund 500 Sitzplätzen fiel noch in seine Amtszeit.
Seit Anfang der 1990er Jahre begann das Projekt Konversion der Lee Barracks, ab 1993 wurde das ehemalige Offiziersgebäude in der Gonsenheimer Canisiusstraße 27–31 in ein Studentenwohnheim des Studierendenwerks Mainz mit rund 220 Zimmern umgewandelt. Mit der Schließung der Lee-Barracks wurden auch Housing Areas der United States Army frei, wie das Martin-Luther-King-Village und die Sandflora Housing Area. Zusammen mit dem Areal des ehemaligen Army Depots „MIP Mainz Industries Panzerwerke“ handelt es sich um die größte zusammenhängende Konversionsfläche in Mainz die realisiert wurde. Pläne für einen komplett neuen Mainzer Stadtteil Mainz-Layenhof wurden diskutiert, blieben jedoch Vision.
Als langjähriger Sprecher des „Kuratoriums zur Förderung eines jüdischen Gemeindezentrums in Mainz“ setzte sich Herbert Heidel erfolgreich für den Bau einer neuen Synagoge in Mainz ein. Der Neubau entstand auf dem Gelände der alten Hauptsynagoge, nachdem vorher andere Lösungen wie der Ausbau des Proviantamts verworfen wurden.